# Lasse Östman
Lars Henrik Östman, född 14 juni 1944 i Västerås, död 8 juni 2016 i Vansbro, var en svensk keramiker.
Östman studerade på Chalmers tekniska högskola 1966–1971 till civilingenjör och var självlärd som keramiker. Han hade egen verkstad i Göteborg mellan 1973 och 1976. Åren 1976–1977 byggde Östman en verkstad i Vansbro där han under firman Vansbro Stengods arbetade till sin död. Han frilansade under 1980-talet för Gustavsberg (1984–1987) och under 1990-talet som glasyrkonsult åt Höganäs Keramik.
Lasse Östman ägnade sig nästan uteslutande åt drejade former med framförallt egna kristallglasyrer men även oxblod, tenmoku och celadon.

## Samlingar
Östmans finns bland annat representerad hos:
- Nationalmuseum, Stockholm[1], Stockholm
- Röhsska museet, Göteborg
- Dalarnas museum, Falun
- Helsingborgs museum[2], Helsingborg